# Потейто-Пойнт
Потейто-Пойнт (англ. Potato Point, 'картофельная точка') — одна из деревень на южном побережье Нового Южного Уэльса, Австралия. Деревня связана дорогой с городом Бодалла и окружена национальным парком. По переписи 2006 года, в Потейто-Пойнте жили 136 человек и размещалось 145 частных домов.
На севере от деревни находятся парк и озеро, в котором живут лебеди и каштановые чирки; в 1999 году озеро было объявлено зоной охраны среды обитания из-за важности в качестве нерестилища рыб.